# Selîșce, Konotop
Selîșce (în ucraineană Селище) este un sat în comuna Popivka din raionul Konotop, regiunea Sumî, Ucraina.

## Demografie
Componența lingvistică a localității Selîșce
     Ucraineană (100%)
Conform recensământului din 2001, toată populația localității Selîșce era vorbitoare de ucraineană (100%).